# ایهور ژابچنکو
ایهور ژابچنکو (اوکراینی: Ігор Валентинович Жабченко؛ زادهٔ ۱ ژوئیهٔ ۱۹۶۸) بازیکن فوتبال اهل اوکراین است.
از باشگاه‌هایی که در آن بازی کرده‌است می‌توان به باشگاه فوتبال بنی یهودا تل آویو، باشگاه فوتبال ینی‌سئی کراسنویارسک، باشگاه فوتبال دنیپرو، باشگاه فوتبال متالورگ دونتسک، باشگاه فوتبال روتور ولگوگراد، باشگاه فوتبال شاختار دونتسک، باشگاه فوتبال چورنومورتس اودسا، باشگاه فوتبال دینامو کی‌یف، و باشگاه فوتبال زنیت سن پترزبورگ اشاره کرد.
وی همچنین در تیم ملی فوتبال اوکراین بازی کرده‌است.